# Otakar Vávra
Otakar Vávra (Hradec Králové, 28 februari 1911 – Praag, 15 september 2011) was een Tsjechisch filmregisseur.

## Biografie
Vávra werd geboren in het toenmalige Oostenrijk-Hongarije. Hij studeerde architectuur in Brno en Praag. In 1931, toen hij nog steeds student was, produceerde hij zijn eerste film. De eerste film die hij regisseerde was Filosofská historie uit 1937. Vávra gebruikte in die tijd vaak Zorka Janů (1921-1946), de zus van Lída Baarová als hoofdrolspeelster. In 1967 won hij op het Internationaal filmfestival van Moskou een prijs voor zijn film Romance pro křídlovku. Ook zijn film Dny zrady uit 1973 viel deze eer te beurt. Hij gaf ook les aan het Academie voor Muzikale Kunsten Praag waar Miloš Forman een van zijn studenten was.
Vávra overleed in 2011 op 100-jarige leeftijd.